# Quercus virginiana
Chêne de Caroline, Chêne de Virginie
Espèce
Statut de conservation UICN

 LC  : Préoccupation mineure
Quercus virginiana, le Chêne de Caroline ou Chêne de Virginie, est une espèce de plantes à fleurs de la famille des Fagaceae. C'est un chêne sempervirent endémique du Sud-Est des États-Unis. Il est nommé en anglais Southern live oak. Bien que de nombreuses autres espèces soient appelées vaguement live oak, le Southern live oak, est particulièrement emblématique de l'Old South. On trouve aujourd'hui de nombreux spécimens très volumineux et anciens de live oak dans la région du Sud profond des États-Unis.

## Description

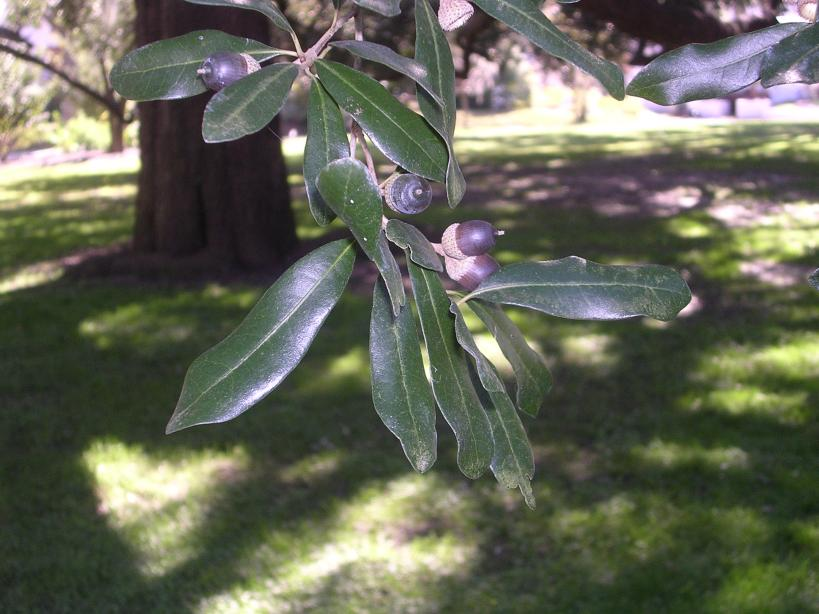
Feuilles et glands d'un southern live oak.

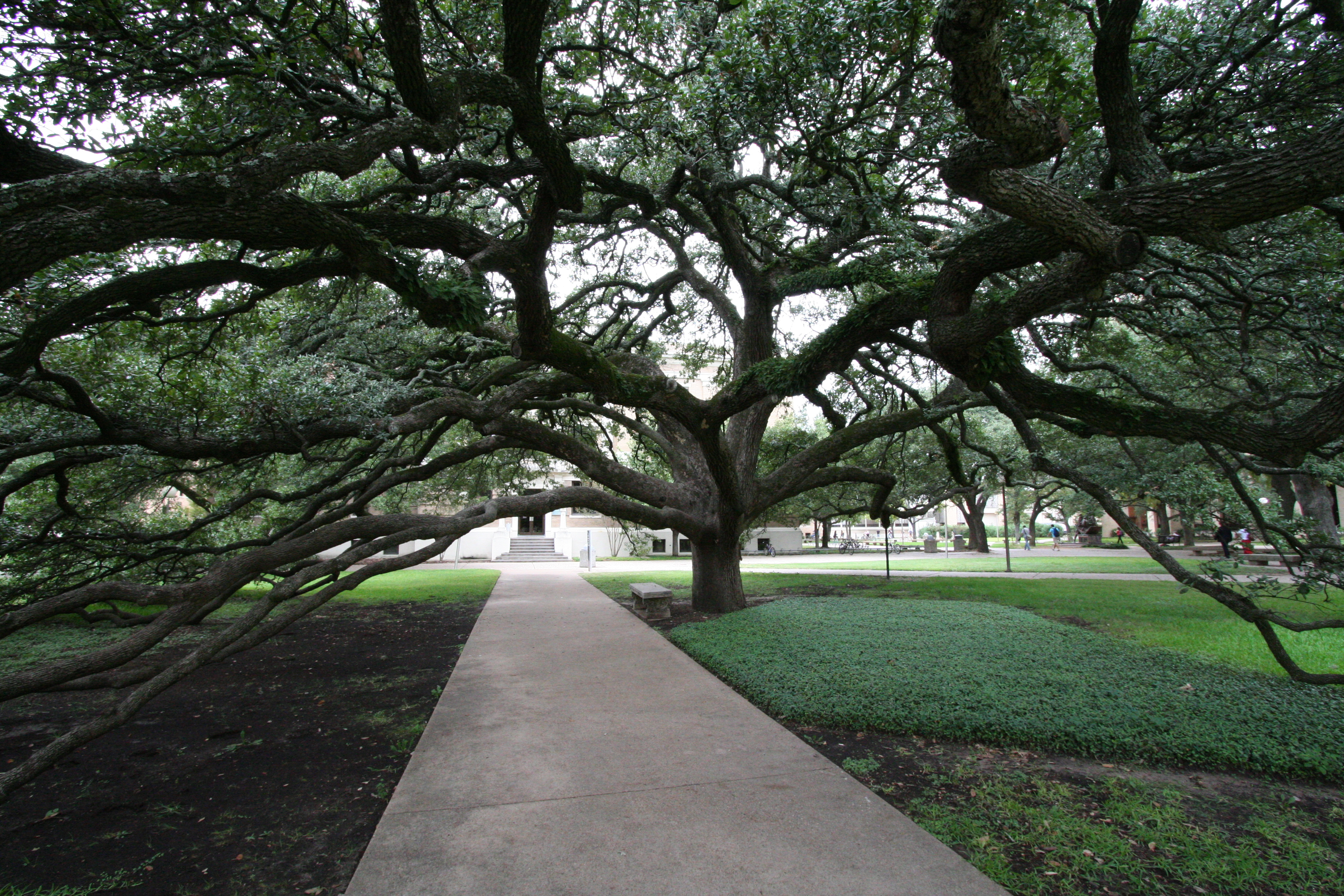
The Century Tree Université A&M du Texas à College Station, Texas.

Bien que les live oaks conservent leurs feuilles presque toute l'année, ils ne sont pas véritablement sempervirents. Les live oaks laissent choir leurs feuilles immédiatement avant l'apparition de nouvelles feuilles au printemps. De temps en temps, les feuilles sénescentes peuvent jaunir ou contenir des taches brunes en hiver, laissant croire à tort que l’arbre est atteint du flétrissement américain du chêne, dont les symptômes se manifestent généralement en été. La défoliation d'un live oak peut survenir plus tôt dans des climats marginaux, ou des hivers secs ou froids.
L'écorce est sombre, épaisse et sillonnée longitudinalement. Les feuilles sont raides et coriaces, avec le dessus vert foncé brillant et le fond gris pâle et très étroitement tomenteux, simple et généralement plat avec des bords opaques et osseux, avec une longueur de 2 à 15 cm et une largeur de 1 à 5 cm, portée en alternance. Les fleurs mâles sont des chatons suspendus verts d'une longueur de 7,5 à 10 cm. Les glands sont petits, de 1 à 2,5 cm, de forme oblongue (ovoïde ou oblongue-ellipsoïde), brillants et brun clair à presque noirs, souvent noirs aux extrémités, et portés isolément ou en groupes,.

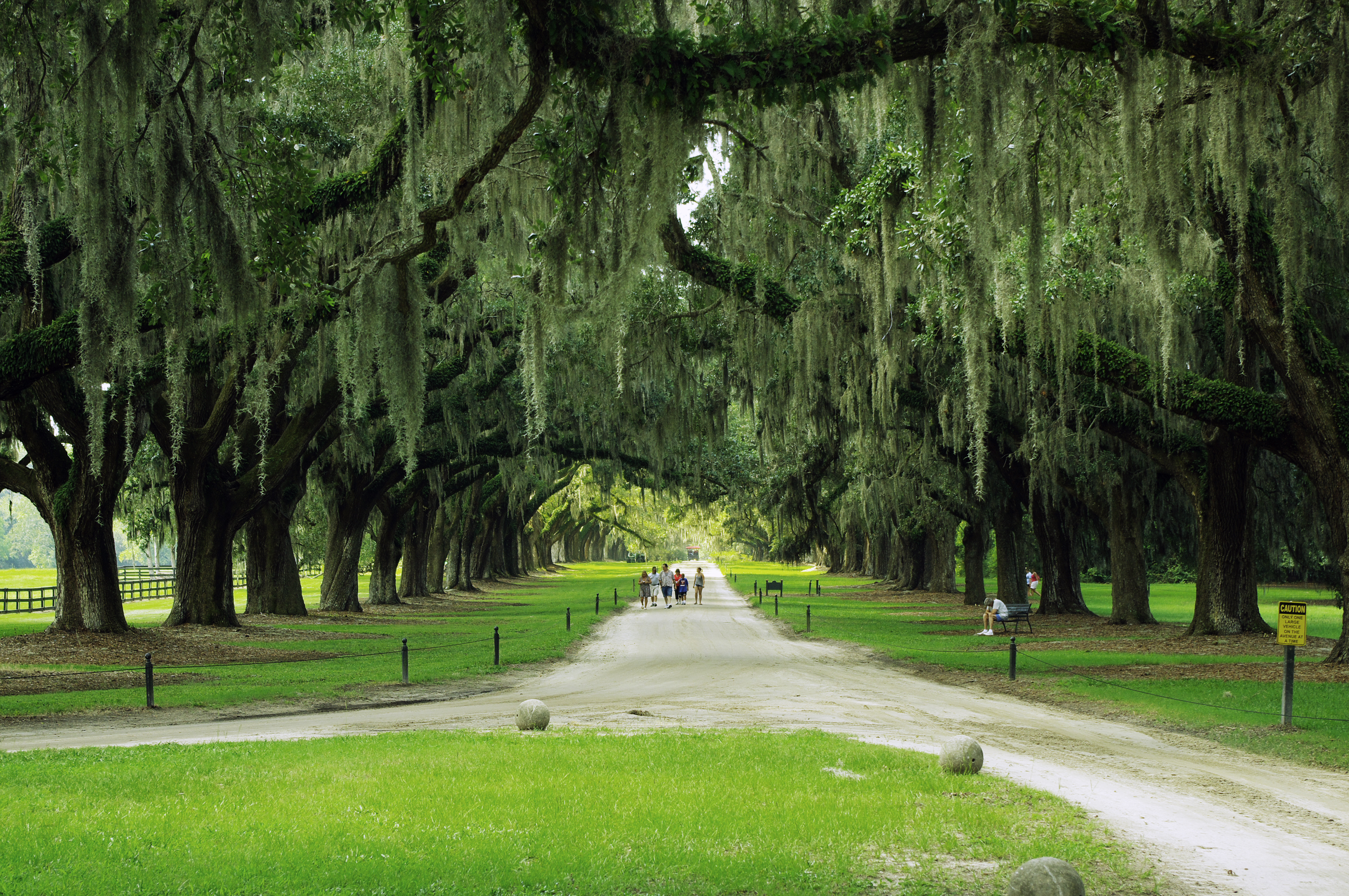
L'avenue des live oaks à Boone Hall à Mount Pleasant, en Caroline du Sud, plantée en 1743.

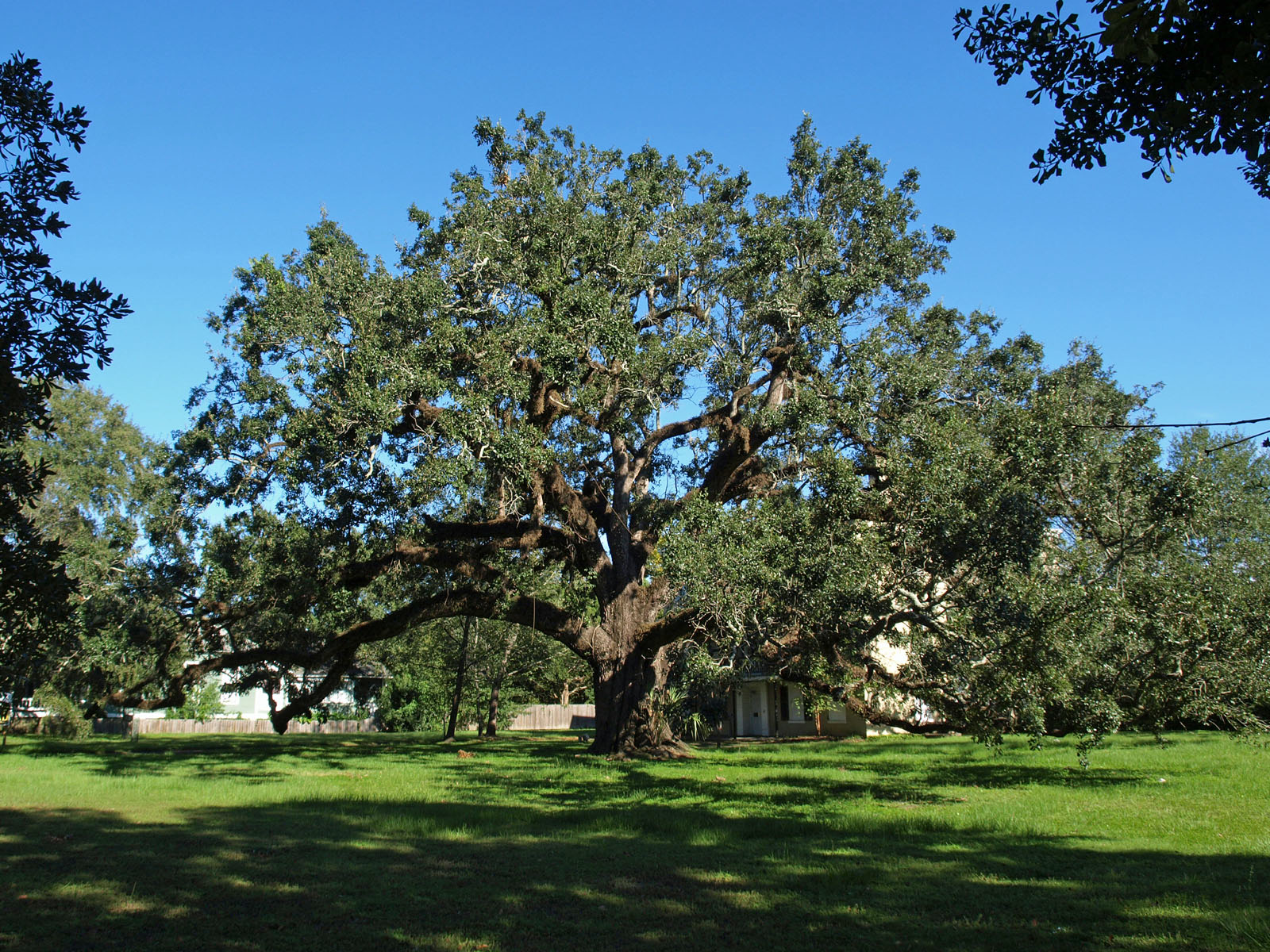
Un spécimen à l'ancien foyer d'enfants protestant à Mobile, en Alabama. Le tronc a une circonférence de, hauteur de et la propagation des membres de.

Selon les conditions de croissance, les chênes vivants varient d’une taille d’arbuste à une taille importante et étalée: les arbres cultivés à ciel ouvert typiques atteignent une hauteur de 20 mètres (65,5 pieds) et une largeur de branche de près de 27 mètres (88,5 pieds). Leurs branches inférieures se ramènent souvent vers le sol avant de se redresser. Ils peuvent grandir à des angles difficiles, et les Amérindiens pliaient leurs jeunes arbres pour qu’ils grandissent à des angles extrêmes, et servent comme balisage de sentiers.
Les branches abritent souvent d'autres espèces végétales telles que des touffes arrondies de mousse (Tillandsia recurvata), d'épais rideaux de mousse expagnole (Tillandsia usneoides), de Pleopeltis polypodioides et de gui parasite.
Le southern live oak a une racine pivotante profonde qui l'ancre dans sa jeunesse et se développe finalement en un système racinaire étendu. Ceci, avec son centre de gravité bas et d'autres facteurs, rend le chêne vivant du sud extrêmement résistant aux vents forts et soutenus, tels que ceux observés lors des ouragans
Le southern live oak répond avec une croissance vigoureuse à une humidité abondante sur un sol bien drainé,. Ils ont tendance à survivre au feu, car souvent, un feu n'atteint pas leur houppier. Même si un arbre est brûlé, son houppier et ses racines survivent généralement au feu et poussent vigoureusement. En outre, les forêts de live oak empêchent les feux de pénétrer dans les communautés adjacentes, car ils offrent une couverture dense qui décourage la croissance d’un sous-étage inflammable. [réf. nécessaire] Ils peuvent résister aux inondations occasionnelles et aux ouragans, et sont résistants au brouillard salin et à la salinité modérée du sol. Bien qu'ils poussent mieux dans des sols sablonneux et des loams bien drainés, ils pousseront également dans de l'argile.

## Variations
Quercus virginiana peut être trouvé dans la nature croissant et se reproduisant dans la basse plaine côtière du golfe du Mexique et la basse Côte est des États-Unis. Son aire de répartition commence au sud-est de la Virginie, puis se poursuit au sud dans une bande étroite le long de la côte jusqu'à la côte intérieure de la Caroline du Sud, où son aire de répartition commence à s'étendre plus à l'intérieur des terres. Les variations de live oak continuent de s'étendre à l'intérieur des terres comme on se déplace vers le sud, se développant dans le sud de la Géorgie et couvrant toute la Floride au sud, jusqu'aux îles les plus septentrionales. Live oak pousse le long de la Floride jusqu'à Mobile Bay, puis vers l'ouest à travers les deux tiers des comtés les plus au sud du Mississippi. Live oak pousse dans le tiers sud de la Louisiane, à l'exception de quelques îles-barrières et de parties dispersées des paroisses les plus au sud. La gamme de chêne vivant continue au Texas et se rétrécit pour embrasser la côte jusqu'au-delà de Port Lavaca, au Texas. L'espèce atteint sa limite nord-ouest dans les massifs granitiques et les canyons du sud-ouest de l'Oklahoma, rare vestige de la dernière glaciation.
Le long de la plaine côtière du golfe du Mexique et de l’Atlantique sud, aux États-Unis, on trouve des live oaks dans des forêts à espèces uniques ou mixtes, dispersées dans les savanes, et parfois en bouquets dans les prairies de la plaine côtière inférieure. Live oak pousse dans des sols allant de textures lourdes (loams argileux) au sable avec des couches de matières organiques ou de fines particules. On trouve du chêne vivant dominant certaines forêts maritimes, en particulier lorsque la périodicité et la durée des incendies sont limitées. Live oak se trouve sur des sites topographiques plus élevés, ainsi que des hammocks dans les marais et marécages. En général, le chêne vert du sud embrasse le littoral et se rencontre rarement à plus de 300 pieds au-dessus du niveau de la mer. Live oak pousse sur une vaste gamme de sites soumis à de nombreux régimes d'humidité, allant de sec à humide. Live oak va bien survivre sur les sites secs et dans les zones humides. Il résiste efficacement aux inondations de courte durée si l'eau est en mouvement et si le drainage est bon. Un bon drainage du sol est une composante clé de la croissance durable de Live oak. La plage de précipitations requise est de 40 à 65 pouces d'eau par an, de préférence au printemps et en été. Le sol est généralement acide et a un pH situé entre 5,5 et 6,5. Un chêne vivant sur Tyler Avenue à Annapolis, dans le Maryland, est le spécimen mature connu le plus au nord, bien qu'un certain nombre de jeunes arbres poussent autour des environs de Towson.

## Taxonomie
L'espèce possède en français les noms normalisés de « Chêne de Caroline » et « Chêne de Virginie ». Un grand nombre de noms communs sont utilisés pour cet arbre ; en anglais : Southern live oak, Virginia live oak, bay live oak, scrub live oak, plateau oak, plateau live oak, escarpment live oak ; en espagnol : roble et encino. En Louisiane, ce chêne est typiquement appelé « chêne vert » en français, et en anglais il est aussi souvent appelé simplement live oak dans toute sa région d'origine ; mais son nom complet southern live oak permet de le distinguer d'autres live oaks, terme général désignant toute espèce de chêne à feuilles persistantes.
Cette profusion de noms communs reflète en partie une controverse actuelle au sujet de la classification de divers live oaks, en particulier de ses proches parents parmi les white oaks (Quercus sous-genre Quercus, section Quercus). Certains auteurs reconnaissent comme espèces distinctes les formes que d'autres considèrent comme des variétés de Quercus virginiana. Il ressort notamment du United States Forest Service que les deux taxons suivants, considérés comme des espèces de la Flora of North America, sont traités comme des variétés de southern live oak: Quercus fusiformis (Q. virginiana var. Fusiformis) et Quercus geminata (Q. virginiana var. geminata).
La situation est encore compliquée par l'hybridation entre Southern live oaks et les deux espèces susmentionnées, ainsi que pour les Quercus minima, Quercus bicolor, Quercus sinuata (Q. durandii), Quercus lyrata, Quercus macrocarpa et le Quercus stellata.
Quercus virginiana a pour synonymes :
(homotypiques)
- Quercus virginiana var. typica A.Camus in Chênes, Texte 2: 449 (1939), nom invalide

(hétérotypiques)
- Dryopsila virens (Aiton) Raf. in Alsogr. Amer.: 28 (1838)
- Quercus andromeda Riddell in New Orleans Med. J. 9: 614 (1853)
- Quercus hemisphaerica Endl. in Gen. Pl., Suppl. 4(2): 25 (1848), nom. illeg.
- Quercus phellos var. obtusifolia Lam. in Encycl. 1: 722 (1785)
- Quercus phellos var. sempervirens Marshall in Arbust. Amer.: 124 (1785)
- Quercus sempervirens Walter in Fl. Carol.: 234 (1788), nom. illeg.
- Quercus virens Aiton in Hort. Kew. 3: 356 (1789)
- Quercus virginiana var. eximea Sarg. in Bot. Gaz. 65: 447 (1918)
- Quercus virginiana var. virescens Sarg. in Bot. Gaz. 65: 446 (1918)
- Quercus virginiana f. virescens (Sarg.) Trel. in Mem. Natl. Acad. Sci. 20: 112 (1924)

## Utilisations

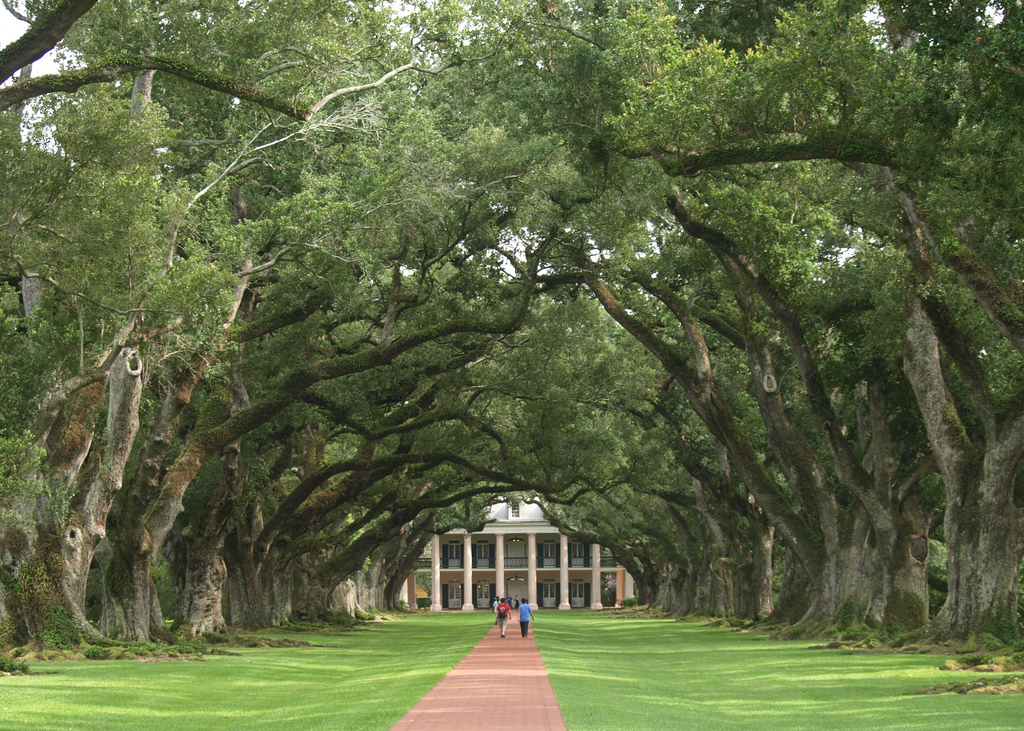
L'avenue de love oak de la plantation Oak Alley à Vacherie, en Louisiane, plantée au début du XVIIIe siècle.

Le bois de live oak est dur, lourd et difficile à travailler, mais très résistant. À l'époque des navires en bois, les live oaks constituaient la source privilégiée pour les membrures des bois du navire, utilisant la force du tronc naturel et les angles des branches (bois tors). La membrure de l'USS Constitution a été construite à partir de bois de Southern live oak récolté à St. Simons Island, en Géorgie, et la densité de son fil lui a permis de survivre au feu des canons, ce qui lui a valu le surnom de Old Ironsides. Même aujourd'hui, la marine américaine possède toujours de vastes étendues de live oaks.
La principale utilité des Southern live oaks aujourd'hui est de fournir nourriture et abri à la faune. Parmi les animaux pour lesquels les glands de live oak constituent une source de nourriture importante, on peut citer le colin de Virginie, le geai à gorge blanche, le canard branchu, le Pic maculé, le dindon sauvage, l'ours noir, diverses espèces d'écureuils et le cerf de Virginie. La cime des arbres est très dense, ce qui la rend précieuse pour l'ombre, et l'espèce fournit des sites de nidification pour de nombreuses espèces de mammifères. Les Amérindiens extrayaient une huile de cuisson des glands, utilisaient toutes les parties du live oak à des fins médicinales, des feuilles pour la fabrication de tapis et de l'écorce pour la teinture. Les racines des plantules forment parfois des tubercules amylacés et comestibles. Les siècles passés on a récolté et frit ces tubercules pour la consommation humaine, tout comme on pourrait utiliser une pomme de terre.

## Culture
Le chêne vert du sud est cultivé sous des climats plus chauds comme specimen ou comme arbre d'ombrage dans le Sud des États-Unis (zones 8 et sud), dans les États de Nuevo León et de Tamaulipas au Mexique, ainsi que dans les régions plus chaudes des États-Unis, d'Europe et d'Australie. La culture est relativement simple, car les plants de Southern live oak poussent rapidement avec une humidité suffisante du sol. Après quelques années, live oak n'a besoin que d'une eau supplémentaire occasionnelle. Southern live oak vit très longtemps et de nombreux spécimens ont plus de 400 ans dans le sud profond des États-Unis.

## Spécimens célèbres

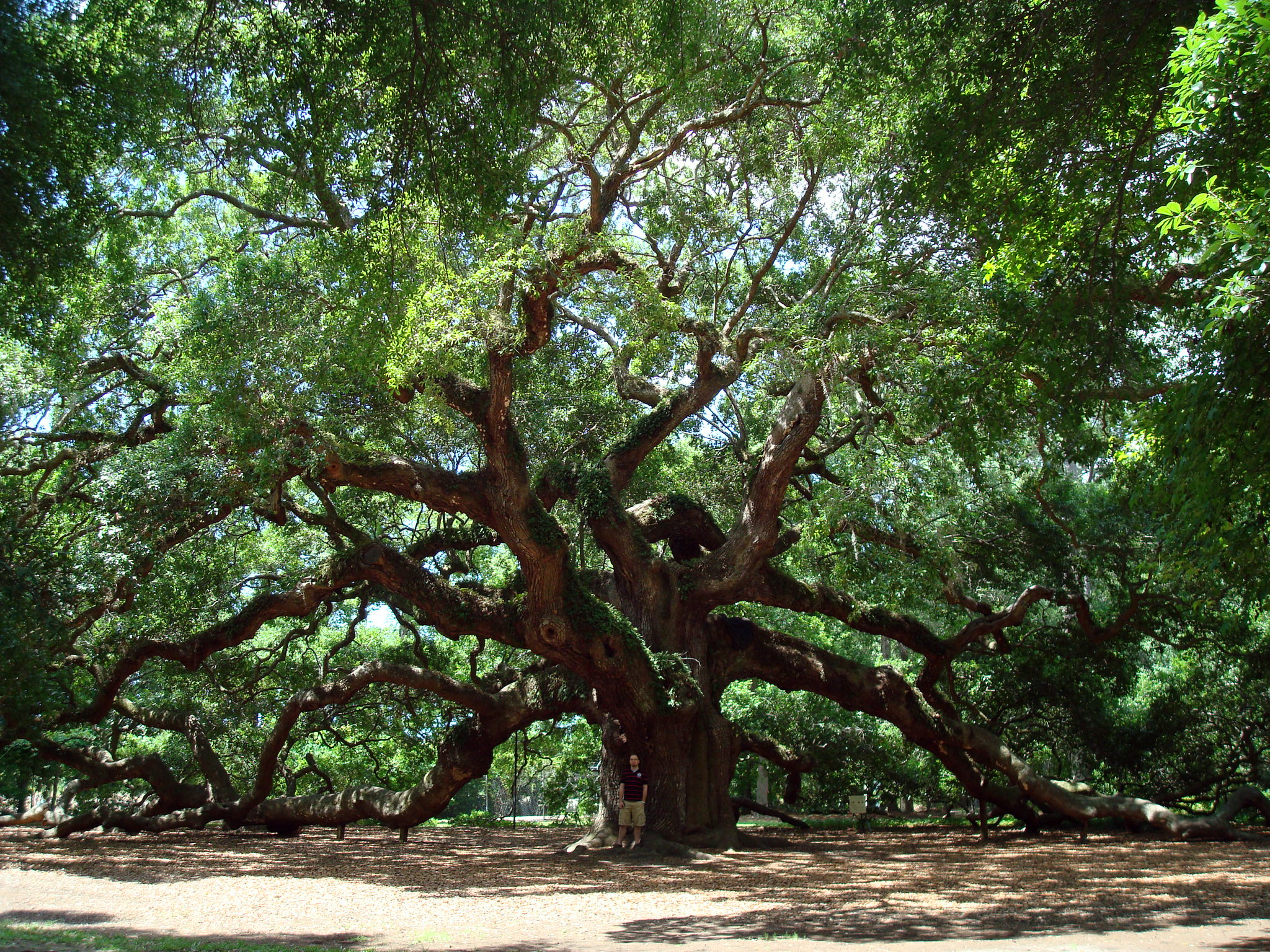
The Angel Oak sur Johns Island, Caroline du Sud. L'homme debout sous l'arbre a 1,80 m.

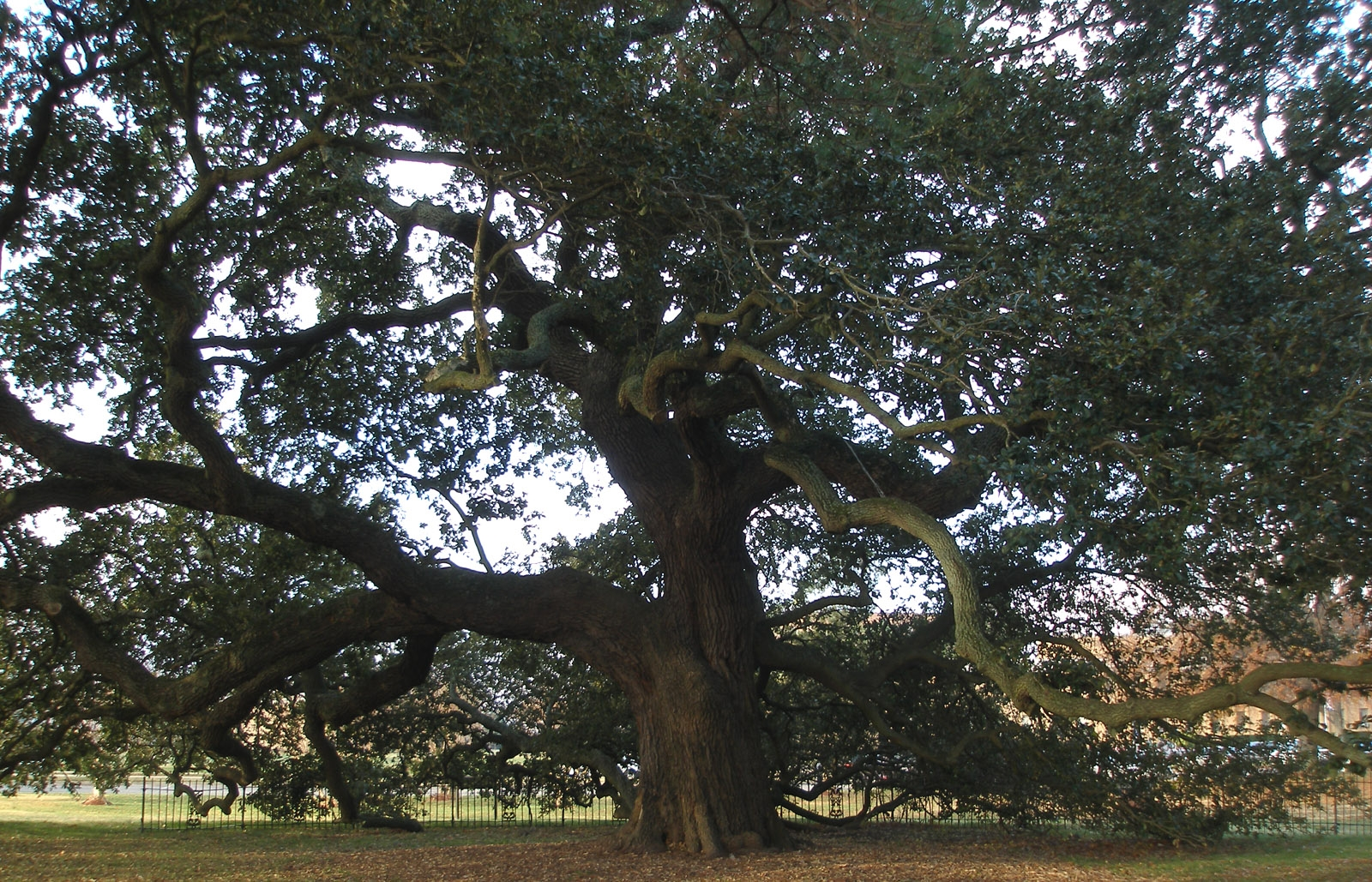
L'Emancipation Oak à Hampton, en Virginie.

- Le Seven Sisters Oak, estimé à 1 500 ans, est le plus grand chêne certifié du Sud.
- Le Angel Oak de Johns Island, en Caroline du Sud, près de Charleston, aurait plus de 700 ans. La circonférence du tronc est de 28 pieds (8,5344 m), hauteur de 66,5 pieds (20,2692 m) et la propagation des branches de 187 pieds (56,9976 m)[14].
- Le grand arbre, Rockport est un chêne vivant du sud âgé d'environ 1 000 ans, situé à Rockport, au Texas, le plus grand chêne vivant du Texas.
- Le Boyington Oak, un chêne du sud âgé d'environ 180 ans vivant à Mobile, en Alabama, connu pour le folklore qui l'entoure[15],[16].
- Cellon oak, avec une circonférence de 9,1 m (30 pieds), une hauteur de 25,9 m (85 pieds) et une largeur de cime moyenne de 48,8 m (160 pieds), est le plus grand chêne enregistré en Floride[17],[18]. Il est utilisé comme logo du comté d'Alachua, en Floride.
- Le Duffie Oak, un Southern live oak de plus de 300 ans vivant à Mobile, en Alabama, a une circonférence de tronc de 30,92 pieds (9,424416 m), hauteur de 48 pieds (14,6304 m) et la propagation des membres de 126 pieds (38,4048 m). C'est le plus ancien monument vivant de la ville[19].
- L'Emancipation Oak, situé sur le campus de l’Université de Hampton en Virginie, est classé parmi les "Dix grands arbres du monde" par la National Geographic Society.
- The Century Tree, planté en 1891[20] sur le campus de l' Université A & M du Texas à College Station, au Texas, est un monument historique du campus et a été déclaré arbre célèbre du Texas par le Texas Forest Service[21].
- Evangeline oak à St. Martinville, Louisiane[22]
- Le Friendship Oak est un chêne vivant du sud âgé de 500 ans, situé sur le campus du Gulf Park de l’Université du Sud du Mississippi à Long Beach, dans le Mississippi.
- On estime que le Lover's Oak de Brunswick, en Géorgie, a 900 ans.
- Le traity Oak à Austin, Texas
- Le traité Oak à Jacksonville, en Floride
- Le Bland oak à Sydney, en Australie, est l’un des plus vieux arbres de la ville et le plus grand chêne du pays, planté dans les années 1840 par l’inventeur et homme politique William Bland.